# Municipio de Kelso (Misuri)
El municipio de Kelso (en inglés: Kelso Township) es un municipio ubicado en el condado de Scott en el estado estadounidense de Misuri. En el año 2010 tenía una población de 10414 habitantes y una densidad poblacional de 59,26 personas por km².

## Geografía
El municipio de Kelso se encuentra ubicado en las coordenadas 37°11′30″N 89°33′47″O / 37.19167, -89.56306. Según la Oficina del Censo de los Estados Unidos, el municipio tiene una superficie total de 175.74 km², de la cual 171.01 km² corresponden a tierra firme y (2.69%) 4.73 km² es agua.

## Demografía
Según el censo de 2010, había 10414 personas residiendo en el municipio de Kelso. La densidad de población era de 59,26 hab./km². De los 10414 habitantes, el municipio de Kelso estaba compuesto por el 97.66% blancos, el 0.47% eran afroamericanos, el 0.26% eran amerindios, el 0.14% eran asiáticos, el 0.03% eran isleños del Pacífico, el 0.43% eran de otras razas y el 1.01% pertenecían a dos o más razas. Del total de la población el 1.15% eran hispanos o latinos de cualquier raza.